# Лучино (Комо)
Лучино је насеље у Италији у округу Комо, региону Ломбардија.
Према процени из 2011. у насељу је живело 2441 становника. Насеље се налази на надморској висини од 312 м.